# Cloud9 (esports)
Cloud9 (skrać. C9) je profesionalna esports organizacija i jedan od najpopularnijih esport timova u svetu. Njihov glavni tim je u igrici League of Legends. Trenutno se takmiče u Severno Američkom izdanju League Of Legends Championship Series-a. Otkako su se kvalifikovali za takmičenje uvek su završavali na prvoj ili drugoj poziciji sve do ove sezone. Imaju ogranak u Severno Američkom izdanju Challenger Series-a. Organizacija je osnovana u decembru 2012. godine. Vlasnik i menadžer tima je Jack Etienne.

### Početak i osnivanje Cloud9-a
Pred početak sezone 2013. organizacija Quantic Gaming je proglasila bankrot, jer je ostala bez sponzora. Bivši menadžer TSM-a Jack Etienne je kupio organizaciju i promenio ime u Team NomNom, a kasnije u Cloud9.
Tada su prvu postavu činili Nientonsoh, Hai, Yazuki, Wild Turtle i LemonNation. Pošto nisu uspeli da se iz prvog pokušaja kvalifikuju za LCS Nientonsoh, Yazuki i Wild Turtle su odlučili da napuste tim. Tim je odlučio da ostane na okupu i da dovedu nove igrače i pokušaju ponovo. Novi igrači su bili Meteos, Sneaky i Balls. 

### Sezona 2013
17 Maja 2013 Cloud9 je završio kao 1. u MLG Winter Championship Summer Promotion turniru, pobedivši Velocity eSports 2–1 u finalu.
U letnjoj promociji Cloud9 se kvalifikovao za LCS pobedivši tim Astral Poke 2-0 i tim compLexity 3-0. Tokom sezone Cloud9 je vezao 13 pobeda za redom postavivši novi rekord u LCS-u.Na kraju sezone su zavrsili na 1. poziciji sa rekordnih 25 pobeda. Tokom NA LCS Summer Playoffs-a 2013 su pobedili svaku partiju,prvo protiv tima Dignatos, a u finalu protiv tima TSM postavši tim sa najboljom stopom pobede od 91%.
Na svetskom prvenstvu 2013 su dosli do četvrtfinala gde ih je izbacio tim Fnatic 2-1.To je bio najveći uspeh Cloud9-a do danas a ujedno i svih Američkih timova ikada.

### Sezona 2014
Pošto su sezonu 2013 završili kao najbolji tim,automatski su dobili mesto za ucešće i naredne sezone u LCS Spring Split-u.Većim delom Spring Split-a Cloud9 je bio na 1. poziciji izjednačivši svoj rekord od 13 vezanih pobeda. Tokom NA LCS Spring Playoffs-a 2014 su ponovili uspeh iz prošle sezone pobedivši tim Curse 2-0 u polufinalu,a u finalu su pobedili tim TSM 3-0. Tim pobedama su se kvalifikovali za 2014 All-Stars turnir.
Aprila 28. 2014 godine Hai je zadobio povrede i nije bio u stanju da se takmiči na All Stars-u.Njega je zamenio CLG Link. Tokom grupne faze su pobedili OMG,Fnatic,Taipei Assassins a izgubili od SKT T1.Grupnu fazu su završili na 2. mestu.U polufinalu su izgubili od tima OMG.
Kao pobednici Spring Split-a automatski su se kvalifikovali za Summer Split.Cloud9 se mučio tokom te sezone završivši na 2 mestu tokom NA LCS Summer Playoffs-a 2014 izgubivši od TSM-a u finalu. Tim se je kvalifikovao za predstojeće svetsko prvenstvo kao 2. predstavnik Severne Amerike.
Tokom svetskog prvenstva 2014 Cloud9 se takmičio u grupi D sa timovima Alliance,Najin White Shield i KaBum. Grupnu fazu su završili na 2. poziciji.U četvrtfinalu su ispali od Samusng Blue-a rezultatom 3-1.Cloud 9 je postao prvi Američki tim koji je pobedio neki Korejski tim u tom takmičenju,srušivši NaJin White Shield.

### Sezona 2015
Cloud9 je završio Spring Split kao 2. sa 13 pobeda i 6 poraza. Tokom NA LCS Spring Playoffs-a 2015 su izgubili u finalu od TSM-a 3-1.U maju 2015 Hai se povukao iz tima zbog problema za zglobovima. Njega je zamenio Incarnation. Zbog loših rezultata i neuspeha tima da se kvalifikuje za NA LCS Summer Playoffs 2015 Meteos je napustio tim. Hai se vraća da zameni Meteosa i zajedno sa timom uspeva da se kvalifikuje za svetsko prvenstvo 2015,pobedivši tim Gravity 3-2,Impulse 3-2 i Liquid 3-1.
Tokom svetskog prvenstva 2015 su igrali u grupi u B sa timovima Fnatic,AHQ i Invictus Gaming. Grupnu fazu su završili kao 3. sa učinkom od 3 pobeda i 4 poraza
Posle svetskog prvenstva LemonNation je odlučio da se povuče. Timu se pridružio Rush i Bunny FuFuu(zamena)

### Sastav
| Ime I Prezime  | Ime u Igri  | Pozicija |
| -------------- | ----------- | -------- |
| Wootae Park    | Summit      | Top      |
| Robert Huang   | Blaber      | Jungle   |
| Ibrahim Allami | Fudge       | Mid      |
| Mincheol Kim   | Berserker   | ADC      |
| Kim Dong Kun   | Winsome     | Support  |
| Michael Kurylo | Bunny FuFuu | Support  |

## Spoljašnje veze
- Званични веб-сајт
- Cloud9 on Facebook
- Cloud9 on Twitter